# Glamourama
Cuarta novela del escritor estadounidense Bret Easton Ellis. Es la primera obra del autor en usar una trama para contar la historia.
Ambientada a mediados de los 90, la novela inicia en la ciudad de Nueva York, contada a través de los ojos de un modelo/manager de club nocturno obsesionado con la apariencia llamado Victor Ward, quien pasa sus días y sus noches organizando la inauguración de un nuevo local y preocupándose por si las celebridades de su interminable lista de invitados aparecerán o no. Finalmente es contactado por un misterioso personaje llamado F. Fred Palakon, para buscar a una exnovia de sus días de estudiante en Camden, quien fue vista por última vez en Londres. Las cosas se complican cuando Víctor termina relacionándose con un grupo de terroristas que usan su profesión de modelos famosos para pasar sin sospechas a través de las fronteras internacionales.
Tal y como American Psycho fue una sátira de la avaricia y la obsesión con el consumo, Glamourama es una sátira de la obsesión de la sociedad con las celebridades y la belleza, y al igual que su antecesora, contiene una gran cantidad de violencia, humor negro y surrealismo.
La novela mantiene el recurso tradicional de Ellis de usar personajes ya existentes de anteriores novelas, el ejemplo más claro es el protagonista Victor Ward a quien vimos por última ocasión en Las Reglas del Juego. También regresan Lauren Hynde y Bertrand Ripleis con papeles más grandes. Hay apariciones mínimas de Mitchell Allen, Sean y Patrick Bateman (hermanos y protagonistas de The Rules of Atraction y American Psycho respectivamente). Alison Poole regresa también, Ellis la había utilizado en American Psycho pero su primera aparición fue en la novela de Jay Mc Inerney The Story of My Life. 
La primera parte de la novela establece a Víctor Ward y el mundo en el que se mueve, su forma de ver las cosas y a los que le rodean. Sabe que está en una espiral hacia el fondo, pero también se sabe incapaz e indiferente de controlar su destino. El mundo de Ward da un giro dramático (aunque nada inesperado) y también la orientación de la novela, para entrar de lleno en la trama de espionaje y terrorismo en Europa. La acción se torna violenta, con escenas de tortura (que involucran castración y electrocución) así como la descripción fría y detallada de hombres, mujeres y niños despedazados en ataques con bombas.
- Datos: Q2668869